# Brachyteles hypoxanthus
Brachyteles hypoxanthus là một loài động vật có vú trong họ Atelidae, bộ Primates. Loài này được Kuhl mô tả năm 1820.

## Hình ảnh

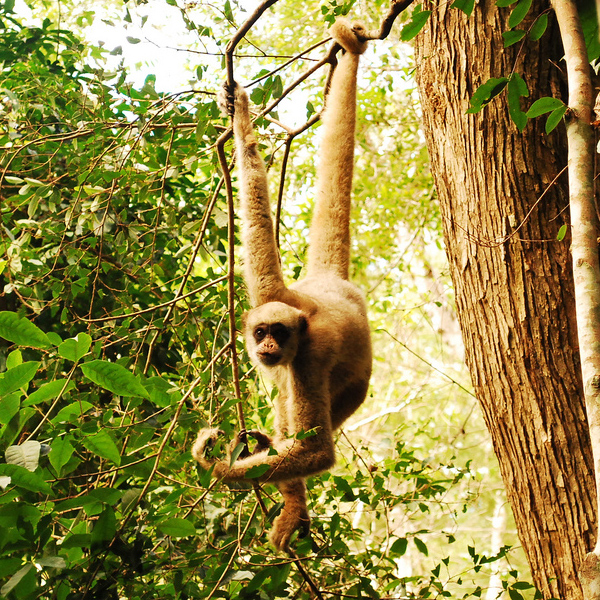
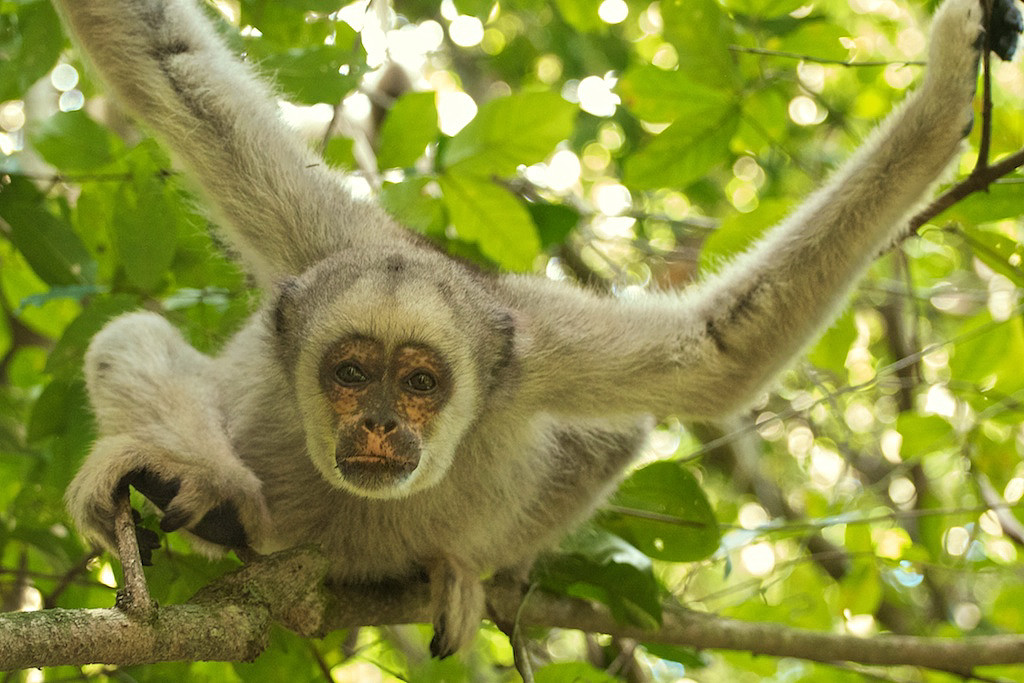
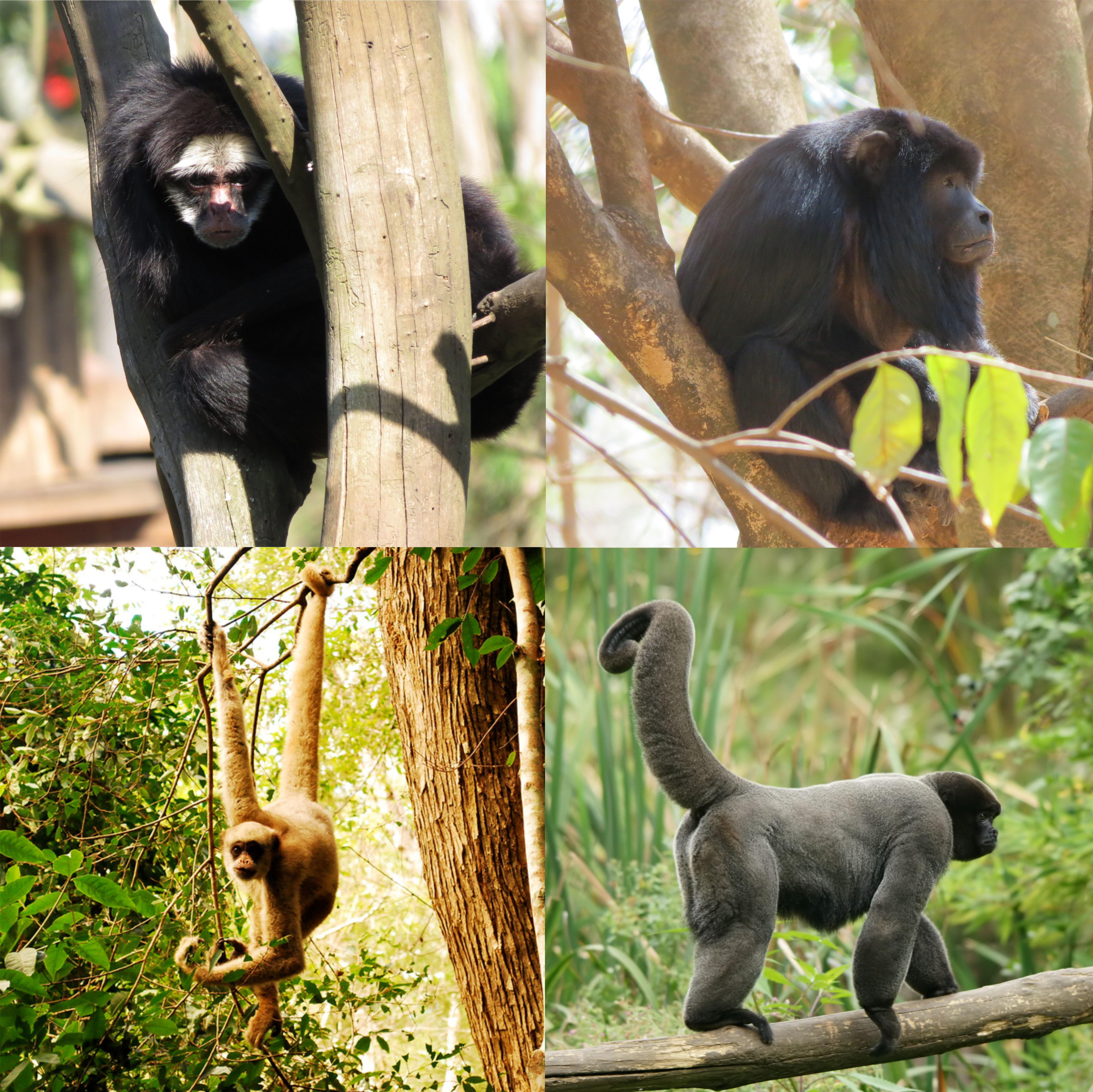
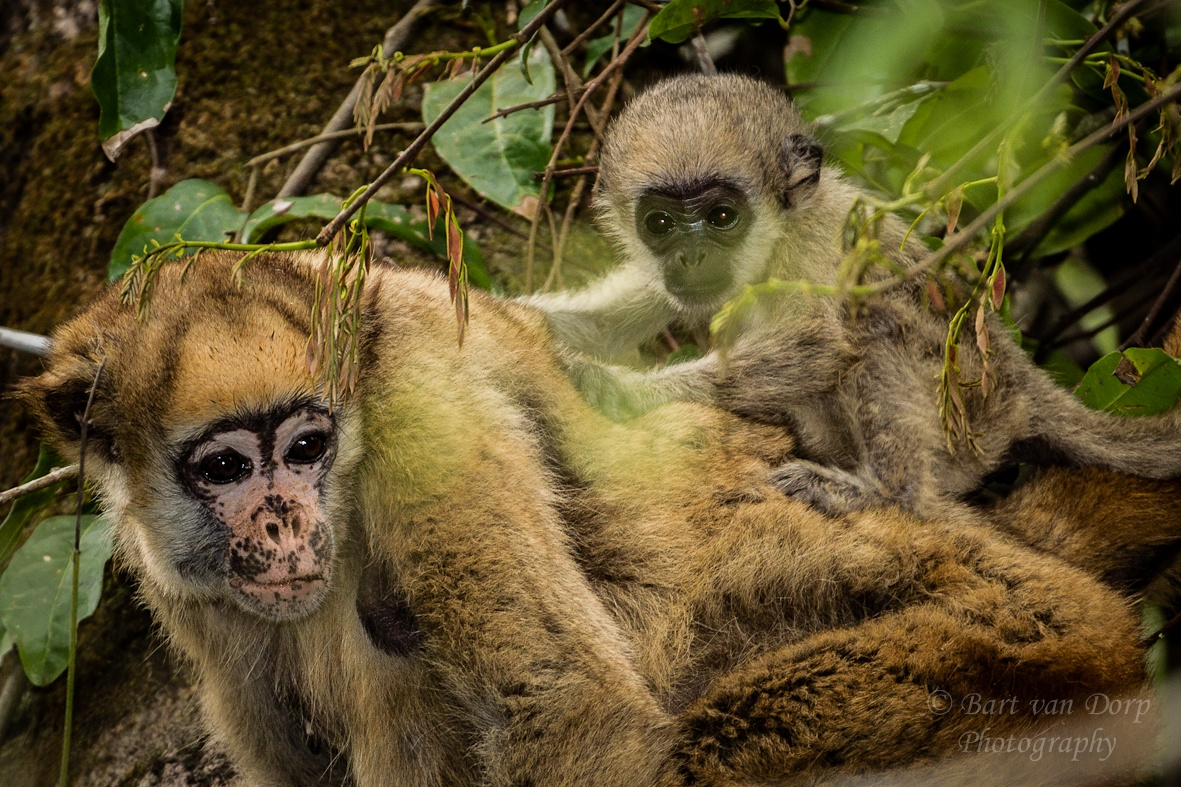